# La Tortuga (Haití)
La Tortuga (en francés La Tortue, y en criollo haitiano Latòti) es una comuna de Haití que está situada en el distrito de Port-de-Paix, del departamento de Noroeste.

## Secciones
Está formado por las secciones de:
- Pointe des Oiseaux (que abarca la villa de La Tortuga)
- Mare Rouge

## Demografía
| Gráfica de evolución demográfica de La Tortuga entre 2009 y 2015 |
|                                                                  |

Los datos demográficos contemplados en este gráfico de la comuna de La Tortuga son estimaciones que se han cogido de 2009 a 2015 de la página del Instituto Haitiano de Estadística e Informática (IHSI). 